# 熊本県立矢部高等学校
熊本県立矢部高等学校（くまもとけんりつ やべ こうとうがっこう）は、熊本県上益城郡山都町城平にある県立の高等学校である。県内では済々黌高等学校、熊本商業高等学校に次いで歴史の古い高校である。
2010年に蘇陽高等学校と統合し、新設の矢部高等学校となった。

## 設置学科
- 全日制課程
  - 普通科
  - 食農科学科
  - 林業科学科（H31年4月緑科学科から学科改編）

## 概要

### 教育方針
心豊かで、創造力に富み、自然と郷土を愛する心身ともにたくましい通潤魂づくりに努力する。

### 進路
進学では、国公立大学、私立大学、短期大学、専門学校など多様である。また、いくつかの大学は指定校枠がある。就職では、毎年100%に近い就職率を達成している。公務員は、国家III種、自衛隊などの実績を上げている。

### 課外活動・部活動
部活動では、男子バレー部や女子バスケ部、日本拳法、陸上、吹奏楽などの活動が盛んである。またボランティア活動を行う生徒が多い。
体育会系
- 男子バレー部
- 女子バレー部
- 男子バスケット部
- 女子バスケット部
- 卓球部
- 日本拳法部
- 弓道部
- 野球部
- サッカー部
- 陸上部
- 二輪車競技部

文化会系
- 吹奏楽部
- 芸術部
- 生活・園芸部
- 林業部

## 宝物

### 浜の館
1973年から二度、校舎の改築に伴い敷地内の発掘作業が行われ、南北朝期から天正14年（1586年）にかけて阿蘇氏の拠点であった浜の館の遺構を確認した。遺構は三間四面の神殿、桁行七間・梁間四間の客殿や庭園などが見つかり、宝物も黄金延板や白磁や青磁・瑠璃・牡丹や緑釉など21点の宝物が発見された。この発掘は、『拾集昔話』にある阿蘇惟光が島津氏に攻められた際に宝物を穴蔵に隠したという伝承を裏付けた。

### その他
2008年8月に校長室で発見された古い掛軸が2009年2月28日に収録されたテレビ東京の開運!なんでも鑑定団で鑑定を受けたところ、清朝朝盛期の画家華嵒の真筆として、1,200万円の高評価を受けた。

## 沿革
- 1896年（明治29年）7月8日 - 浜町村外6カ村組合立矢部実業補習学校開校。
- 1911年（明治44年）4月 - 浜町村外6カ村組合立乙種農業学校に昇格。
- 1923年（大正12年）4月 - 熊本県立矢部農業学校となる。
- 1944年（昭和19年）4月 - 林業科を設置、男子部は農業科1種および2種、女子部は女子農業科とする。
- 1948年（昭和23年）4月 - 熊本県立矢部農林高等学校と称し、農業（家庭選択を含む）、林業、普通、定時制農業の各課程を設置。
- 1951年（昭和26年）4月 - 阿蘇郡馬見原町に馬見原分校（定時制農業課程）を設置。
- 1957年（昭和32年）4月 - 農村家庭課程1学級設置。
- 1960年（昭和35年）4月 - 馬見原分校を全日制に切替（農業課程）。
- 1963年（昭和38年）
  - 3月 - 家政科1学級設置。
  - 4月 - 農村家庭課程（家庭科）を生活科と呼称変更。
- 1964年（昭和39年）4月 - 家政科1学級増設。
- 1965年（昭和40年）4月 - 家政科1学級を減じ、新たに商業科1学級を設置する。熊本県立矢部高等学校と称する。
- 1967年（昭和42年）4月 - 昼間定時制農業科1学級の募集を中止し、夜間定時制普通科1学級を設置。
- 1970年（昭和45年）4月 - 馬見原分校農業科1学級の募集を中止し、普通科1学級を設置。
- 1971年（昭和46年）4月 - 馬見原分校普通科1学級増設。
- 1972年（昭和47年）4月 - 定時制の募集停止。普通科1学級増設。
- 1974年（昭和49年）9月 - 馬見原分校独立、蘇陽高校となる。
- 1988年（昭和63年）4月 - 生活科・家政科を募集停止、生活科学科新設。
- 2001年（平成13年）4月 - 農業科・生活科学科を募集停止、生活、園芸科を新設。
- 2006年（平成18年）4月 - 普通科1学級を募集停止。
- 2007年（平成19年）4月 - 商業科を募集停止。
- 2010年（平成22年）4月 - 熊本県立蘇陽高等学校と統合し、新生・矢部高校誕生、普通科、食農科学科、緑科学科を設置。
- 2015年（平成27年）10月 - 新生・矢部高等学校開校5周年（矢部実業補習学校開校120周年）記念式典。
- 2019年（平成31年）4月 - 緑科学科を林業科学科に改組。

## 指定校
- 熊本県高等学校交通安全教育推進校（1987年-1988年）
- 熊本県基礎学力向上対策推進校（1988年-1989年）
- 熊本県学習習熟度別指導研究校（1994年-1995年）
- 熊本県立学校学習習熟度指導研究校（1998年-1999年）
- 文部省委嘱「交通安全教育実践地域事業」の研究校（2000年-2001年）
- 文部科学省委嘱「中高一貫教育実践研究事業」の研究校（2002年-2003年）
- 文部科学省指定「エイズ教育（性教育）推進地域事業」研究校（2002年-2004年）
- 熊本県教委委員会指定「スーパーグローカルハイスクール」（2020年-

## 著名な出身者
- 梅田穰（山都町長）
- 橋本欣也（鹿児島県伊佐市長）
- 坂本恵義（空手家）

## 交通アクセス
最寄りバス停:矢部高校前
- 熊本バス
  - [M3-2] 桜町バスターミナル - イオンモール熊本 - 御船 - 浜町(矢部) - (乗換え) - [馬見原ピストン系統] 矢部高校前バス停下車すぐ。
  - [M3-2] 中央公民館前バス停よりバス下車、徒歩10分。
  - [M4-3] 浜町(矢部)バス停よりバス下車、徒歩15分。

　このほか、熊本バス[矢部高スクール線](甲佐 - 砥用 - 内大臣入口 - 自動車練習場前 - 浜町(矢部) - 矢部高校前 - 畑)が、平日朝一本のみ運行される。
- 高速バス
  - ごかせ号 [山都町]停留所　徒歩10分。

- 山都町コミュニティバス
  - 矢部地区の路線が、校舎西側の[矢部高グラウンド]バス停に乗り入れる。